# Copa de Campeones de Europa de voleibol masculino 1980-81
La vigésimo segunda edición de la Copa de Campeones de Europa de Voleibol se disputó entre noviembre de 1980 y febrero de 1981.

## Ronda preliminar
| Ida |                            |     |  |
|     |                            |     |  |
|     | Tirana - Gradiste          | 3-1 |  |
|     | Mónaco - Hapoel Hampil     | 1-3 |  |
|     | Viena - Budapest           | 1-3 |  |
|     | Deltalloyd AMVJ - Lidingo  | 3-0 |  |
|     | Catania - Oporto           | 3-0 |  |
|     | Biel - Volda               | 3-1 |  |
|     | Olympiacos Pireo - Wrocław | 2-3 |  |
|     | Real Madrid - Asnieres     | 3-1 |  |
|     | Gladsaxe - Ruisbroek       | 0-3 |  |

| Ida |                            |     |  |
|     |                            |     |  |
|     | Gradiste - Tirana          | 3-0 |  |
|     | Hapoel Hampil - Mónaco     | 1-3 |  |
|     | Budapest - Viena           | 3-0 |  |
|     | Lidingo - Deltalloyd AMVJ  | 1-3 |  |
|     | Porto - Catania            | 2-3 |  |
|     | Volda - Biel               | 3-2 |  |
|     | Wrocław - Olympiacos Pireo | 3-2 |  |
|     | Asnieres - Real Madrid     | 3-2 |  |
|     | Ruisbroek - Gladsaxe       | 3-1 |  |

## Octavos de final
| Ida |                                    |     |  |
|     |                                    |     |  |
|     | CSKA de Sofía - Dínamo de Bucarest | 3-1 |  |
|     | Gradiste - Mónaco                  | 3-0 |  |
|     | Budapest - Mosca                   | 0-3 |  |
|     | Turín - Deltalloyd AMVJ            | 3-0 |  |
|     | Catania - Biel                     | 3-0 |  |
|     | Wrocław - Liberec                  | 3-0 |  |
|     | Real Madrid - Estambul             | 3-1 |  |
|     | Ruisbroek - Pieksamaen             | 0-3 |  |

| Vuelta |                                    |     |  |
|        |                                    |     |  |
|        | Dínamo de Bucarest - CSKA de Sofía | 3-0 |  |
|        | Mónaco - Gradiste                  | 2-3 |  |
|        | CSKA de Moscú - Budapest           | 3-0 |  |
|        | Deltalloyd AMVJ - Turín            | 1-3 |  |
|        | Biel - Catania                     | 0-3 |  |
|        | Liberec - Wrocław                  | 0-3 |  |
|        | Estambul - Real Madrid             | 3-1 |  |
|        | Pieksamaen - Ruisbroek             | 3-0 |  |

## Cuartos de final
| Ida |                               |     |  |
|     |                               |     |  |
|     | Dínamo de Bucarest - Gradiste | 3-0 |  |
|     | CSKA de Moscú - Torino        | 3-1 |  |
|     | Catania - Wrocław             | 3-0 |  |
|     | Estambul - Pieksamaen         | 3-0 |  |

| Vuelta |                               |     |  |
|        |                               |     |  |
|        | Gradiste - Dínamo de Bucarest | 0-3 |  |
|        | Turín - CSKA de Moscú         | 2-3 |  |
|        | Wrocław - Catania             | 3-0 |  |
|        | Pieksamaen - Estambul         | 3-0 |  |

## Final a cuatro

### Risultati
| Girone Finale |                                    |     |                                |
|               |                                    |     |                                |
|               | Dínamo de Bucarest - Pieksamaen    | 3-0 | 15-11, 15-5, 15-10             |
|               | Wrocław - CSKA de Moscú            | 0-3 | 7-15, 9-15, 6-15               |
|               | Pieksamaen - CSKA de Moscú         | 1-3 | 11-15, 15-13, 13-15, 6-15      |
|               | Dínamo de Bucarest - Wrocław       | 3-0 | 15-7, 15-6, 15-5               |
|               | Wrocław - Pieksamaen               | 3-2 | 15-2, 12-15, 15-12, 9-15, 15-8 |
|               | Dínamo de Bucarest - CSKA de Moscú | 3-2 | 15-11, 15-9, 7-15, 8-15, 15-6  |

### Clasificación
| Girone finale | Girone finale      | Girone finale | Partite | Partite  | Set     | Set       | Set        | Punti Set | Punti Set | Punti Set  |
| #             | Equipo             | Partidos      | Ganados | Perdidos | A favor | En contra | Porcentaje | A favor   | En contra | Porcentaje |
| ------------- | ------------------ | ------------- | ------- | -------- | ------- | --------- | ---------- | --------- | --------- | ---------- |
| 1             | Dinamo de Bucarest | 6             | 3       | 0        | 9       | 2         | 4.500      | 150       | 100       | 1.500      |
| 2             | CSKA de Moscú      | 5             | 2       | 1        | 8       | 4         | 2.000      | 159       | 127       | 1.252      |
| 3             | VolleySB Wroclaw   | 4             | 1       | 2        | 3       | 8         | 0.375      | 106       | 142       | 0.746      |
| 4             | Pieksamaen NMKY    | 3             | 0       | 3        | 3       | 9         | 0.333      | 123       | 169       | 0.728      |

### Campeón
| Campeón de la Copa de Campeones de 1980-81 |
| ------------------------------------------ |
| Dinamo de Bucarest 3º Título               |